# Czerwie z Diuny
Czerwie z Diuny (tyt. oryg. Sandworms of Dune) – powieść fantastycznonaukowa z 2007 roku osadzona w Uniwersum Diuny, napisana przez Briana Herberta i Kevina J. Andersona. 
Akcja książki toczy się 21 lat po wydarzeniach opisanych przez Franka Herberta w powieści Kapitularz Diuną - ostatniej części oryginalnych Kronik Diuny oraz 2 lata po zakończeniu poprzedniej części zatytułowanej "Łowcy z Diuny". Obie książki ("Łowcy z Diuny" oraz "Czerwie z Diuny") określa się mianem "Diuny 7", gdyż zostały napisane na podstawie odnalezionych notatek Franka Herberta do planowanej siódmej części 'Kronik Diuny'. 

## Fabuła
Akcja rozpoczyna się 21 lat po ucieczki Itaki z Kapitularza przed rządami Murbelli. Wiadomo już, że tajemniczym odwiecznym wrogiem są Myślące Maszyny pod dowództwem Omniusa.

Wszystkie nieskończenie złożone obliczenia Erazma, (...) wskazywały (...): o biegu wydarzeń pod koniec Kralizeku zdecyduje ostatni Kwisatz Haderach — bez względu na to, kto nim jest. Pokazywały również, że ów Kwisatz Haderach znajduje się na statku pozaprzestrzennym, a zatem naturalne było, że Omnius chciał, by taka potężna siła walczyła po jego stronie. Ergo, myślące maszyny musiały schwytać ten statek. Wygra ten, kto pierwszy zdobędzie władzę nad ostatnim Kwisatz Haderach.

Po ataku Bene Gesserit na Dostojne Matrony dowodzone przez Hellicę, przedstawiciele Gildii Kosmicznej ewakuują gholę Tleilaxańskiego mistrza - Tylwytha Waffa. Jego zadaniem jest utworzenie nowego źródła melanżu. Waff rozpoczyna prace nad przywróceniem do życia czerwia pustyni, za pomocą DNA pozyskanego z jego formy larwalnej - troci piaskowej. Nowe czerwie to stworzenia żyjące w środowisku wodnym, o otworach gębowych jak u minogów oraz wrażliwości na drgania wody.